# Trigger Nation
Trigger Nation er det andet album fra det danske rockband Rock Hard Power Spray. Det blev udgivet 21. april 2008. 

## Numre
1. "The Return Of The Repressed In A Negative Form" – 01:13
2. "Distinguished" – 03:40
3. "We Belong In Bed" – 03:00
4. "Blackmail" – 02:53
5. "Trigger Nation" – 03:21
6. "Las Puritas Revino" – 02:53
7. "Fuck You" – 02:53
8. "The Narcotic Moment Of Creative Bliss" – 00:59
9. "I Think It Sucks" – 03:34
10. "Crash Course" – 03:43
11. "Dynasty" – 02:42
12. "Can't Seem To Get Old" – 02:40
13. "If I Ever See Your Face Again I Will Have To Kill Myself" – 02:20
14. "Catch The Fruit" – 06:17

## Musikere
- Mattias Hundebøll – Vokal og Guitar
- Frederik Valentin – Guitar og Vokal
- Ask Fogh – Bas
- Simon Andersen – Trommer